# Rujeko Hockley
Rujeko Hockley, née au Zimbabwe, est un conservatrice américaine basée à New York. 
Elle est actuellement[évasif] conservatrice adjointe au Whitney Museum of American Art.

## Biographie
Rujeko Hockley naît à Harare, au Zimbabwe et, à l'âge de deux ans, déménage à Washington, DC avec sa famille. Elle est amenée à passer un certain temps à New York ainsi qu'à l'étranger en raison de la profession de ses parents dans le secteur du développement international.
Elle est titulaire d'un Bachelor of Arts en histoire de l'art de l'Université de Columbia. Elle a fréquenté l'école doctorale de 2009 à 2012 à l'UC San Diego, où elle est doctorante.
Rujeko Hockley est mariée à l'artiste conceptuel Hank Willis Thomas.

### Carrière
Après son enseignement de premier cycle, Rujeko Hockley travaille comme conservatrice adjointe au Studio Museum de Harlem où, pendant deux ans, elle exerce cette position aux côtés de la directrice Thelma Golden. À la suite de son poste au Studio Museum, Hockley déménage en Asie du Sud-Est pendant un an et demi pour y enseigner l'anglais. À son retour aux États-Unis, Hockley s'inscrit dans un parcours d'études supérieures en histoire de l'art et pratique de conservation, fréquentant l'université UC San Diego de 2009 à 2012.
Elle est devenue conservatrice adjointe de l'art contemporain du Brooklyn Museum en 2012 et occupe ce poste durant quatre ans. En parallèle de sa mission au Brooklyn Museum, elle a travaillé sur de nombreuses expositions et programmes connexes comme plusieurs expositions personnelles présentant le travail de LaToya Ruby Frazier, Kehinde Wiley ou encore Tom Sachs. En 2017, elle coorganise avec Catherine Morris l'exposition We Wanted a Revolution: Black Radical Women, 1965-85, un événement consacré aux artistes noires et leurs combats politiques et sociaux durant la deuxième vague de féminisme. L'événement a reçu des critiques positives.
En 2015, Rujeko Hockley était listée parmi les 25 femmes conservatrices qui font bouger les choses par le site artnet et figure également, en 2016, dans les 10 jeunes conservateurs à suivre listés par le magazine Culture Magazine.
En mars 2017, Hockley a été missionnée par le Whitney Museum of American Art en tant que conservatrice adjointe. Son premier projet a été d'aider à l'organisation de l'exposition An Incomplete History of Protest: Selections From the Whitney's Collection, 1940-2017.
En 2019, Rujeko Hockley et Jane Panetta ont collaboré à l'organisation de la Whitney Biennal. La sélection des 75 artistes met particulièrement en avant des artistes féminines, des artistes issus de minorités, des deux côtes des États-Unis. Lorsque questionnées sur le choix d'inclure majoritairement des jeunes artistes issus des minorités, Panetta et Hockley ont avancé les nombreux points communs trouvés parmi leurs choix, notamment les problèmes d'endettement universitaires, la gentrification et les problèmes immobiliers.
Hockley siège au conseil d'administration d'Art Matters ainsi qu'au conseil consultatif Recess.